# Carl Ludwig Forster

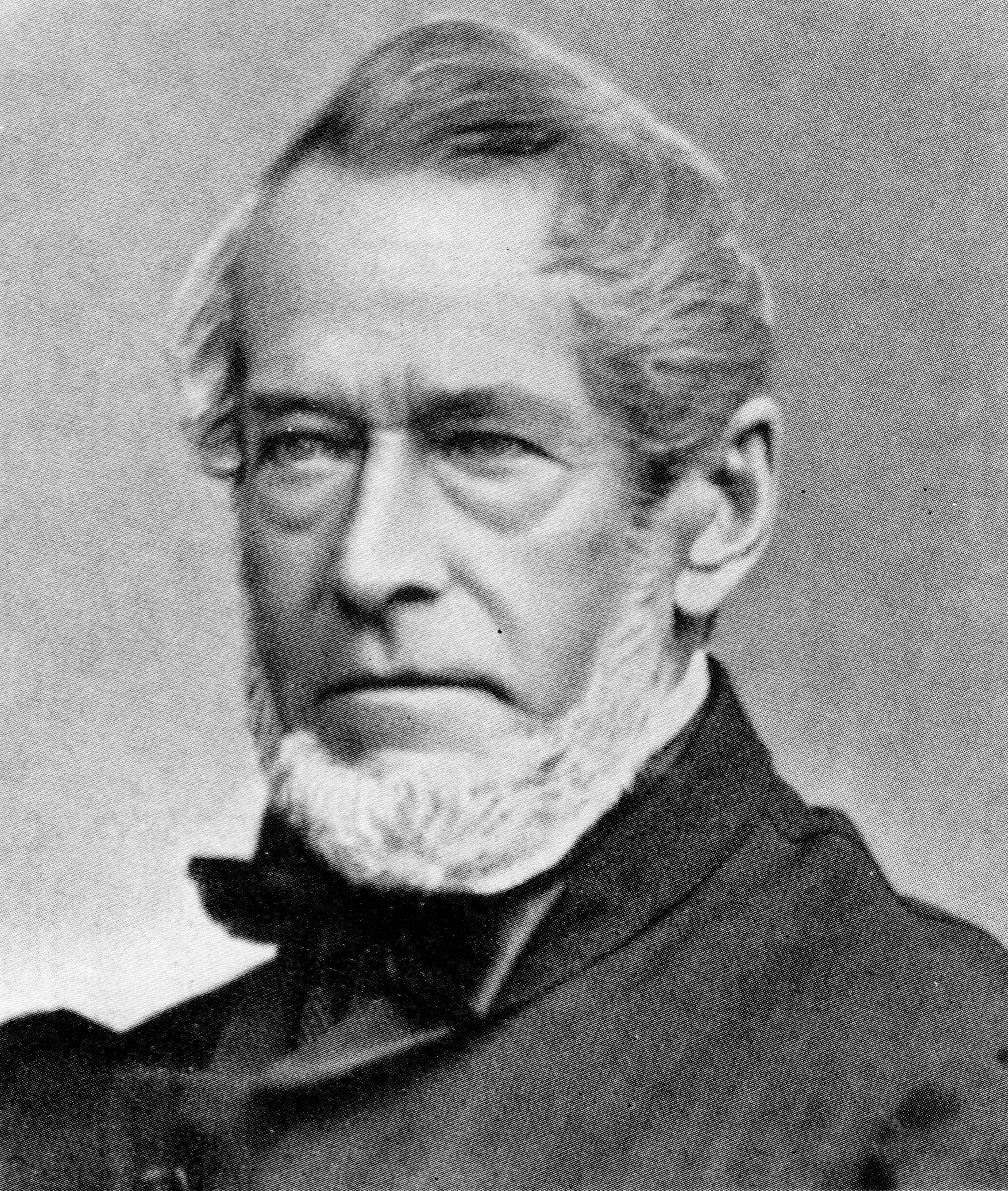
Carl Ludwig Forster um 1853

Carl Ludwig Forster (auch Karl Ludwig Forster, ab 1871 Carl Ritter von Forster; * 10. Februar 1788 in Nürnberg; † 13. Oktober 1877 in Augsburg) war ein deutscher Kattunfabrikant. Er gilt als einer der Pioniere der Augsburger Textilindustrie. Vor allem Forsters technischen Innovationen verdankt diese, dass sie Mitte des 19. Jahrhunderts dem zunehmenden internationalen Konkurrenzdruck standhalten konnte. Forsters Unternehmen Schöppler & Hartmann firmierte nach seinem Tod als Neue Augsburger Kattunfabrik.

## Leben

Carl Ludwig Forster auf dem Arm seiner Mutter

Forster wurde 1788 als erstes von fünf Kindern des Nürnberger Farbenhändlers Georg Paul Forster (* 6. September 1747; † 17. Mai 1808) und dessen Ehefrau Marie Friederike geb. Schöppler (1758–1806) geboren. Seine Eltern hatten am 24. Dezember 1786 in Pappenheim geheiratet. Sein offizieller Vater war jedoch nicht sicher auch sein biologischer. „Wer sein wirklicher Vater war, ist unsicher. Er selbst, ebenso die Forster'sche und Pappenheim'sche Familientradition, hielt sich für das uneheliche Kind des von 1764 bis 1821 regierenden Grafen Friedrich Wilhelm von Pappenheim (1737–1822) und der schönen Bäckerstochter Marie Friederike Schöppler.“
Der in Pappenheim geborene Bruder der Mutter Johann Michael Schöppler (* 22. Dezember 1754; † 5. März 1839) hatte zusammen mit dem Augsburger Kaufmann Johann Gottfried Hartmann (* 11. September 1750; † 30. Juni 1824) bereits 1781 die marode Augsburger Kattundruckerei von Johann Apfel nebst Grundstücken in der Umgebung des Vogeltors für 14.000 fl. gekauft und mit deren Konzession 1783 die Kattundruckerei Schöppler & Hartmann gegründet. Druckfarben lieferte Georg Paul Forster, der selbst auch Kattun-Stoffe von seinem Augsburger Kunden bezog. Als sich Schöppler 1801 aus der Firmenleitung zurückzog – um sich seinem 1791 erworbenen Schloss Straßberg und der dortigen Landwirtschaft zu widmen –, wurde sein Schwager Georg Paul Forster Nachfolger als Teilhaber und Firmenlenker. 1807 übernahm der 19-jährige Carl Forster die Leitung der Kattundruckerei.

Forster heiratete am 14. November 1808 Friederike Henriette Hartmann (* 29. Mai 1788; † 22. Juni 1825), die Tochter seines Kompagnons Gottfried Hartmann. Aus der Ehe gingen fünf Kinder hervor: Julius 1809, Moritz 1810, Ida 1812, Eugenie 1816 und Otto 1823. Bei der Geburt des sechsten Kindes starb die Mutter. Die Kinder erhielten eine hervorragende Ausbildung, unter anderem durch einen Privatlehrer, Georg Mezger, den späteren Rektor des Anna-Gymnasiums.

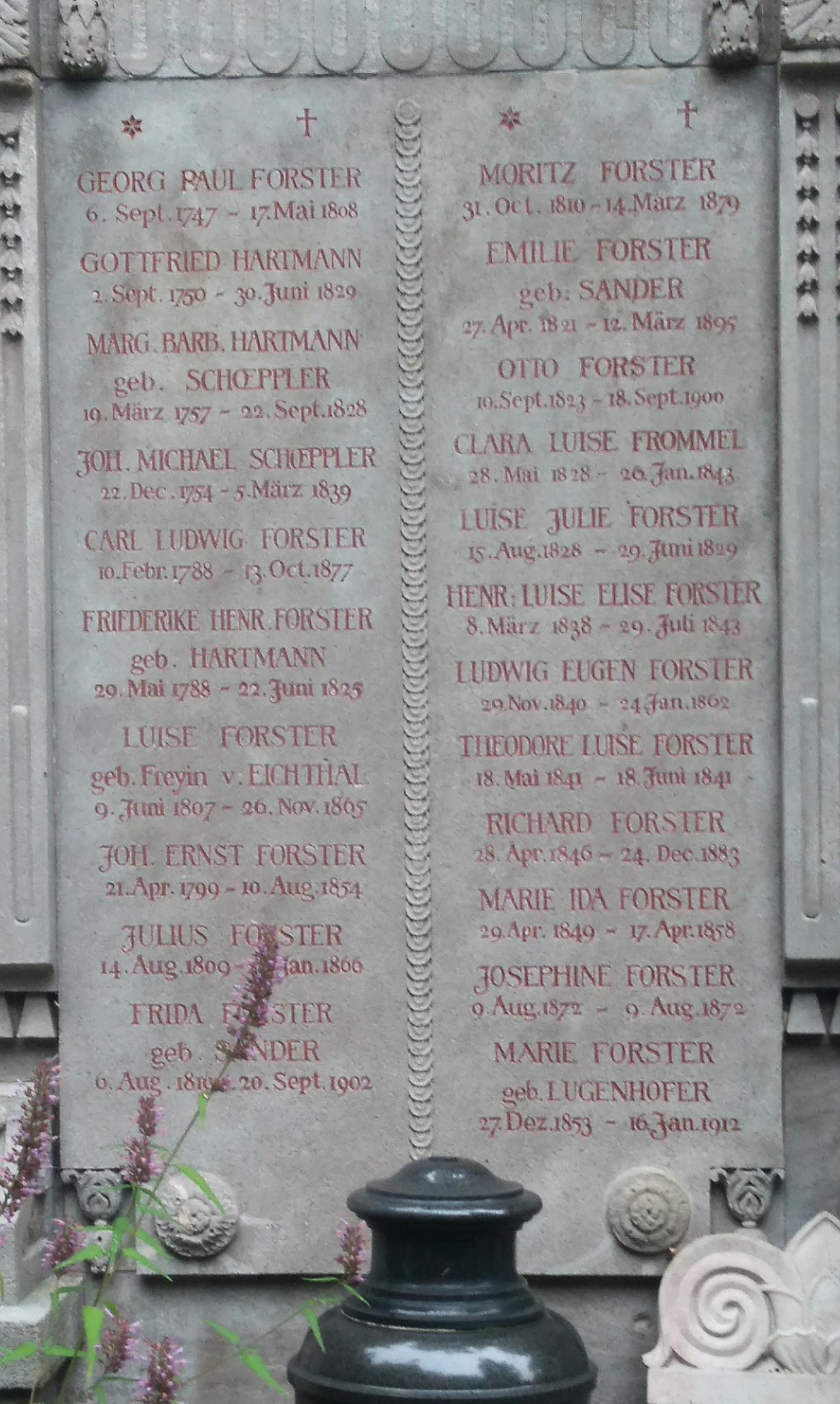
Familiengrab Forster, Protestantischer Friedhof Augsburg, Tafel links

In zweiter Ehe heiratete Forster am 27. Mai 1827 die 19-jährige Louise von Eichthal (* 9. Juni 1807; † 26. November 1865). Sie ist eine Tochter des Augsburger Bankiers Arnold von Eichthal, geb. Seligmann (1772–1838), und damit Enkelin von Aron Elias Seligmann, dem Hoffaktor und Geldgeber von König Maximilian I. Joseph. Aus dieser Ehe entstammt ein Sohn, der in jungen Jahren starb.
Forster, der nach dem Tod der Witwe Hartmanns 1828 alleiniger Firmeninhaber wurde, integrierte nahezu alle Familienmitglieder in den Betrieb. So berief er 1837 seinen Bruder Johann Ernst (* 21. April 1799; † 16. August 1854), der an der Cholera gestorben war, sowie seine beiden ältesten Söhne Julius (* 14. August 1809; † 21. Januar 1866) und Moritz (* 31. Oktober 1810; † 14. März 1879) in die Firmenleitung. In den 1870er Jahren folgte die Enkelgeneration Forsters mit Ernst, einem Sohn Julius’, sowie Karl und Hugo, Söhnen von Moritz, nach. Carl Forster, der 1865 erblindete, blieb aber „bis zu seinem Tod die Seele und der Motor des ganzen Werkes.“
Forster wurde in einem Familiengrab auf dem Protestantischen Friedhof Augsburg bestattet.

## Entwicklung der Kattundruckerei

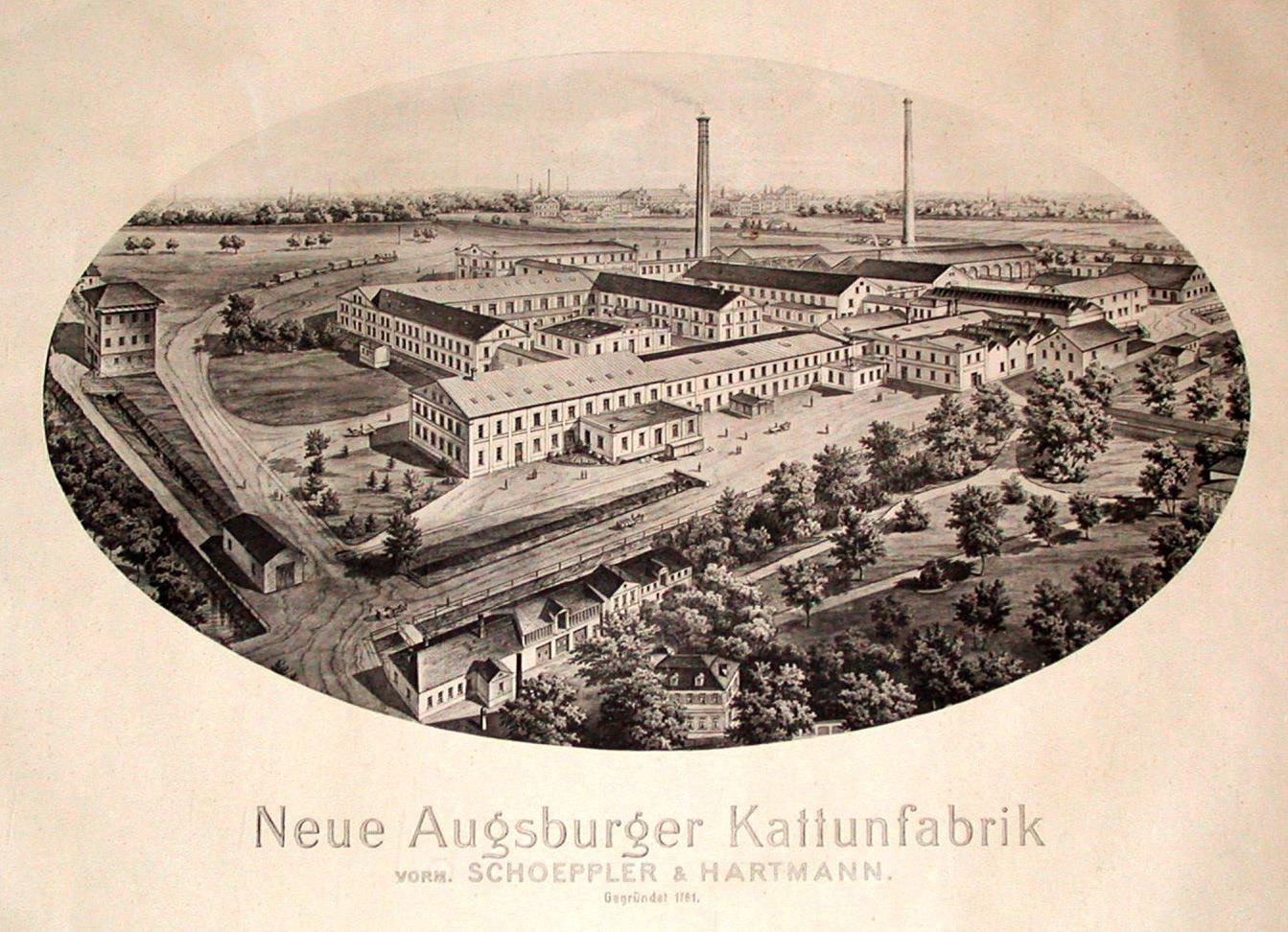
Neue Augsburger Kattunfabrik (NAK), vormals Schöppler & Hartmann, um 1900

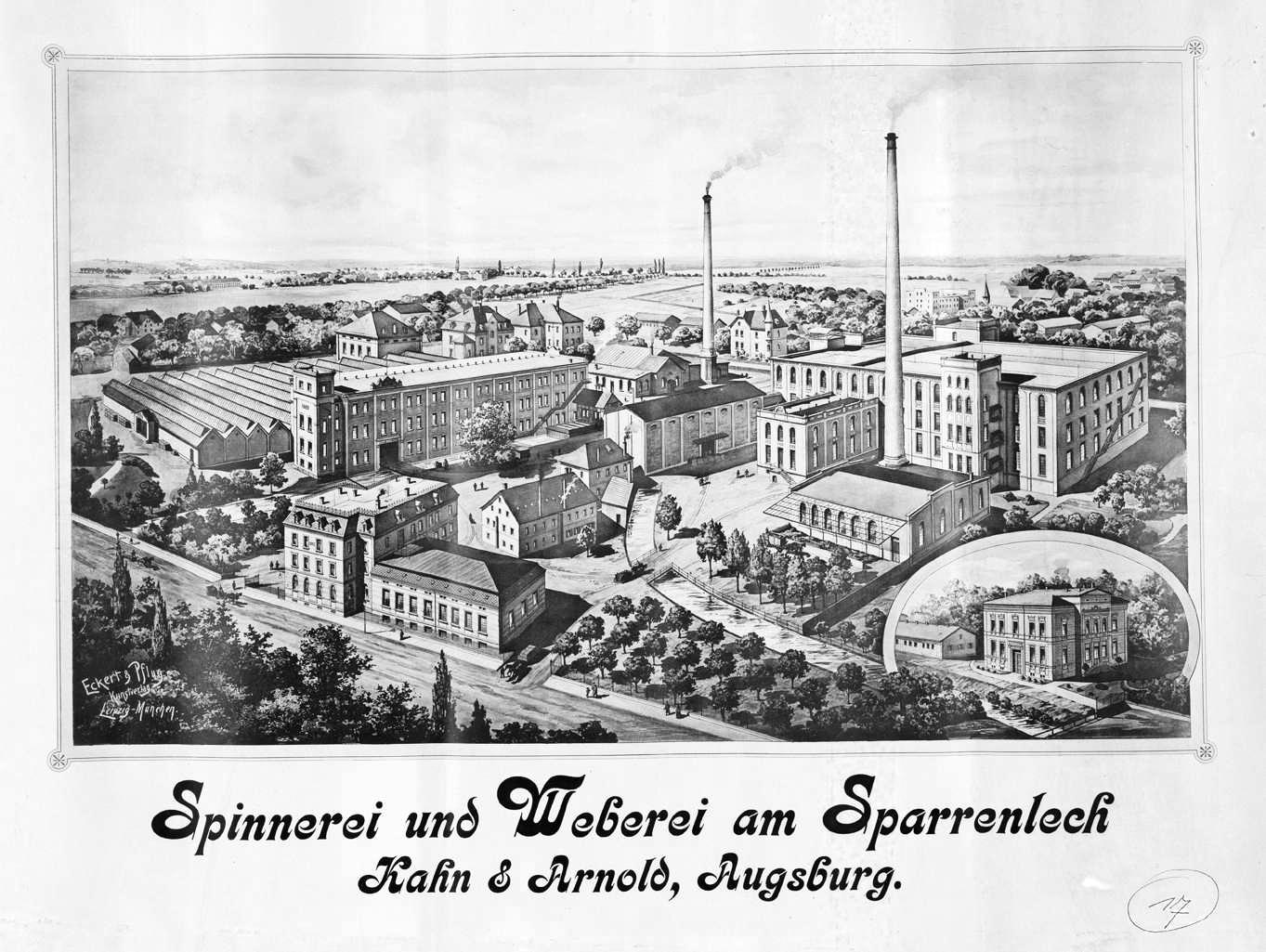
Spinnerei und Weberei am Sparrenlech Kahn & Arnold, vormals ein Teil von Schöppler & Hartmann

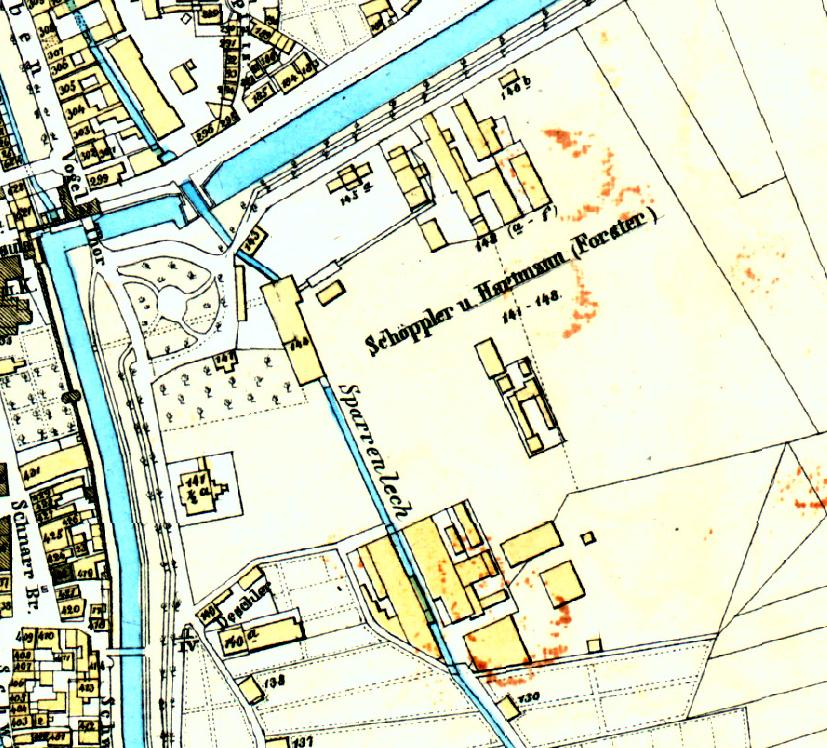
Schöppler & Hartmann auf einem Stadtplan von Augsburg aus dem Jahre 1875

„Die Kattundruckerei Schöppler & Hartmann zählt zu einem der wenigen Augsburger Betriebe, die den Sprung von der vorindustriellen Produktion in die Industrialisierung schafften. Ausschlaggebend hierfür war mit Karl Ludwig Forster (1788 – 1877) eine herausragende Unternehmerpersönlichkeit, der technische Innovationen geradezu anzog. Mit dem Chemiker Johann Gottfried Dingler, dem Herausgeber des berühmten polytechnischen Journals, arbeitete er erfolgreich an der Mechanisierung des Druckvorgangs und der Erfindung neuer, auch schon chemischer Farben. Einen besonderen Fortschritt stellte dabei die Verwendung von synthetischem Alizarin dar, das als Ersatz für Krapp diente (…). Damit setzte man die Tradition der Augsburger Türkischrotfärberei mit modernen Mitteln fort. Verwendet wurde dieses Verfahren auch bei Dekorationsstoffen, wie das vorliegende Musterbuch aus dem Jahr 1886 zeigt. Sechs Jahre zuvor war die Stoffdruckerei in eine Aktiengesellschaft umgewandelt worden und firmierte seither als Neue Augsburger Kattunfabrik. Fast für ein Jahrhundert sollte sie noch zu den deutschen Renommierbetrieben auf dem textilen Sektor zählen. Ihre vielen Hundert Musterbücher bildeten den Grundstock für das 2010 eröffnete Staatliche Textil- und Industriemuseum in Augsburg.“

Ein weiterer Schlüsselfaktor für die Industrialisierung der Augsburger Textilindustrie in der ersten Hälfte des 19. Jahrhunderts war die Wasserkraft: Seit dem Mittelalter durchziehen Lechkanäle die tiefergelegenen Gebiete außerhalb und zum Teil auch innerhalb der bis 1867 intakten Stadtmauern. So liegt Schöppler & Hartmann seit Gründung am Sparrenlech, der nahe dem Vogeltor parallel zur Forsterstraße und zum Oberen Graben nach Norden in die Jakobervorstadt fließt. Um die Kraft dieses Kanals noch effizienter nutzen zu können, ließ Forster ihn begradigen und vertiefen. 1839 wurde von dem befreundeten französischen Ingenieur Benoît Fourneyron eine der ersten Wasserturbinen – die Patentschrift wurde 1832 eingereicht – installiert, die einen für die damalige Zeit beachtlichen Wirkungsgrad von ca. 80 % erzielte und damit den etablierten Wasserrädern deutlich überlegen war. 1846/48 hielten zwei Dampfmaschinen Einzug.
Parallel dazu expandierte Schöppler & Hartmann kontinuierlich: 1835 entstand entlang dieses Kanals eine Walzendruckerei, 1839 eine Dampffärberei und Schnellbleiche, 1840 eine Wäscherei und Grundiererei, und 1856 eine mechanische Weberei, die 1882 auf die Augsburger Kattunfabrik überging. Als die Augsburger Kattunfabrik 1885 liquidiert wurde, ersteigerte das bislang ausschließlich im Textilhandel tätige Unternehmen Kahn & Arnold die Produktionsstätte und firmierte seither als Spinnerei und Weberei am Sparrenlech Kahn & Arnold.
Der Erfolg dieser Anstrengungen blieb nicht aus: 1816 beschäftigte Schöppler & Hartmann 186 Arbeiter, 1850 waren es 642. Das Kapital lag 1795 bei 76.500 fl., 1863 waren es 2.269.000 fl. Allerdings machte sich ab 1850 wachsender Konkurrenzdruck bemerkbar, der nicht spurlos am Unternehmen vorüberging: 1878 standen nur noch 400 Arbeiter in Lohn, das Kapital ging bis 1880 auf 334.000 fl. zurück – wobei letztere Zahl wohl nur bedingt mit dem Wert von 1863 vergleichbar ist: Die ehemaligen Anteilseigner Carl, Julius und Moritz Forster waren alle gestorben, das Unternehmen wurde zu dem genannten Preis an die Neue Augsburger Kattunfabrik (NAK) veräußert. Es bestand unter diesem Namen bis zur Liquidation 1996 fort.

## Öffentliches Wirken
Schöppler & Hartmann erreichte bereits 1819 die Führung im Augsburger Kattundruck, nahm regelmäßig an Messen teil und erhielt dabei stets große Anerkennung für seine Musterbücher. Auch aufgrund seiner Erfolge gewann Forster an gesellschaftlichem Ansehen und Einfluss. Forsters Haus war ein „gesellschaftlicher Mittelpunkt in Augsburg“.
Der Heimatpfleger des Bezirks Schwaben, Peter Fassl, hebt folgende Punkte hervor:
- 1819 warb Forster für den deutschen Handels- und Gewerbeverein von Friedrich List und setzte sich infolge für die Gründung des Deutschen Zollvereins und den Bau von Eisenbahnen, insbesondere der Bahnstrecke München–Augsburg wie auch einer Augsburger Localbahn, ein.
- Forster „gab wohl den Ausschlag bei der Errichtung der ersten großen mechanischen Spinnerei und Weberei (1836/37), deren größter Kunde er in den folgenden Jahren wurde (1840–1850: 2.906.271 fl.).“[17]
- „Forster war seit 1819 Gründungsmitglied und Vorstand des Polytechnischen Vereins des Oberdonaukreises und macht sich mit Dingler, Schaezler und Froelich auf die verschiedesten Weisen um die Förderung des Gewerbewesens und des Weberhandwerks verdient.“[17]
- Forster war seit 1843 im Vorstand der Industrie- und Handelskammer Schwaben,1855–1856 deren Präsident.

## Ehrungen
- 1839: Bayerischer Verdienstorden vom Heiligen Michael.
- 1841: Roter Adlerorden, IV. Klasse.
- 1850: Ritterkreuz des königlich sächsischen Verdienstordens.[17]
- 1871: Ritterkreuz des Verdienstordens der Bayerischen Krone.[17] Damit durfte sich Forster fortan Ritter von Forster nennen. Seine Grabinschrift lautet aber schlicht Carl Ludwig Forster.
- 1873: Österreichischer Orden der Eisernen Krone, III. Klasse.

## Nachwirkung
Seit 1879 ist die Augsburger Forsterstraße nach der Familie Forster benannt. Sie verläuft außerhalb der Altstadt entlang eines Stücks der früheren östlichen Stadtmauer neben dem Stadtgraben. An ihr, bzw. dem angrenzenden Vogeltorplatz, befand sich Forsters Unternehmen.

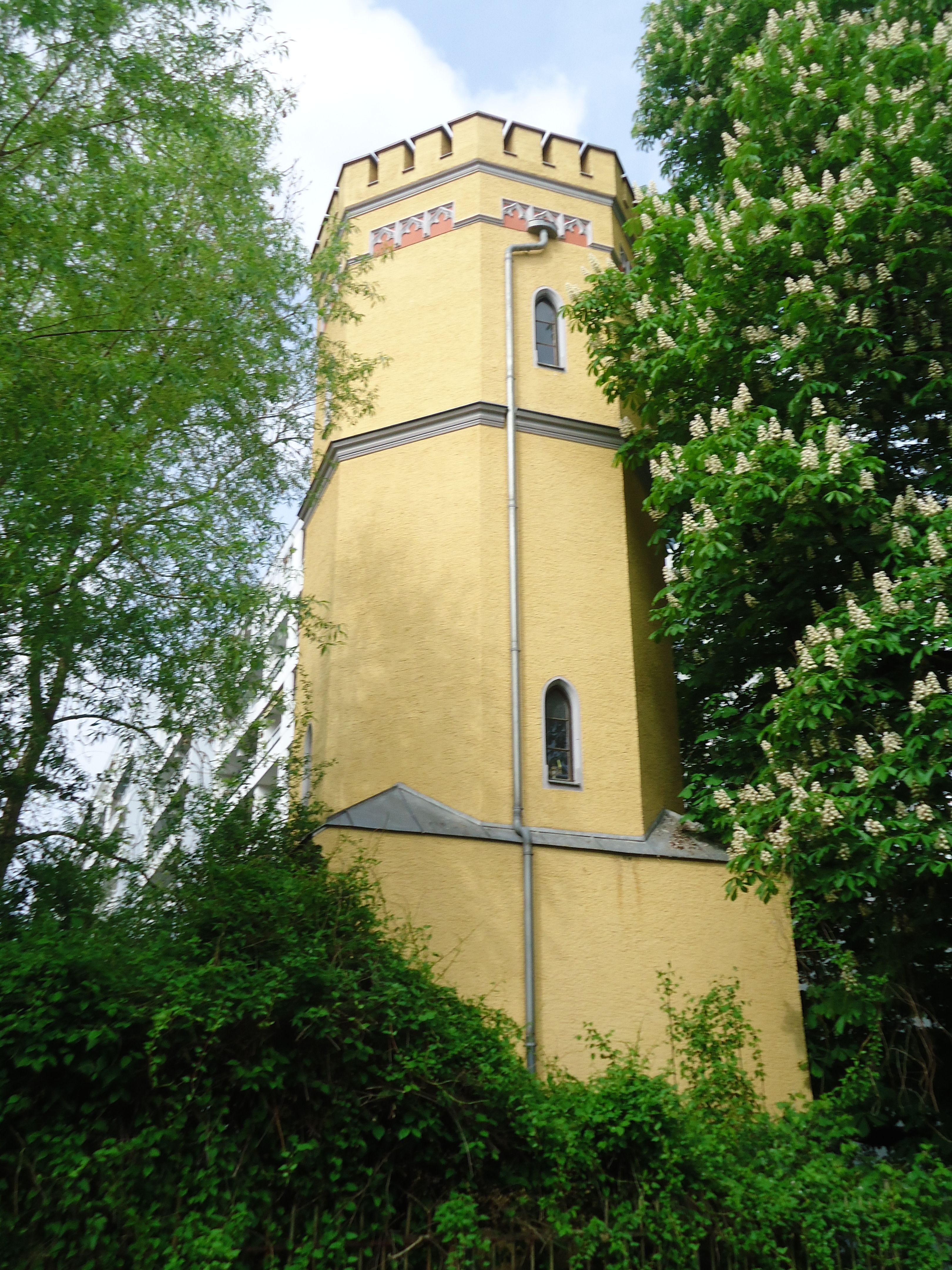
Der „Forsterturm“

Forsters Name lebt auch im Augsburger Forsterpark bei der City-Galerie Augsburg fort, die auf dem ehemaligen Werksgelände von Schöppler & Hartmann bzw. dessen Nachfolger NAK errichtet wurde. Südlich davon stand einst der Schaur’sche Garten, den Julius Forster wohl Mitte des 19. Jahrhunderts erwarb. Obgleich der dort erhaltene Wasserturm älteren Ursprungs ist, wird er auch Forsterturm genannt.
Besonders große Ehre wurde Forster durch das 2010 eröffnete Staatliche Textil- und Industriemuseum im Augsburger Textilviertel und sein
Musterbuch zuteil. Den Zusammenhang zu Carl Ludwig Forster arbeitete Richard Loibl in dem oben wiedergegebenen Zitat deutlich heraus.